# Willem Berend Buys

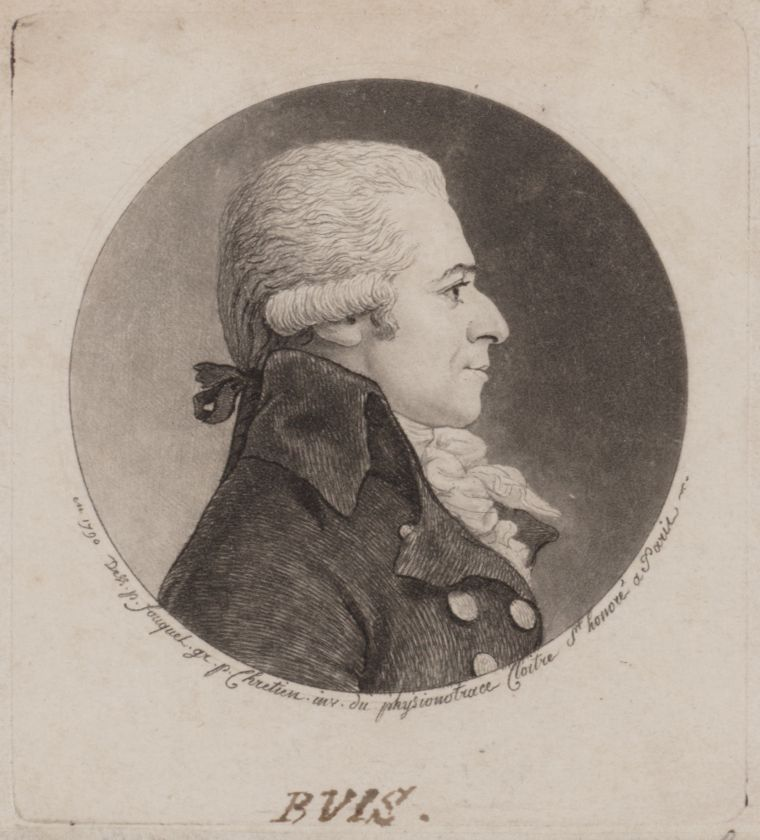
Portret van Willem Berend Buys (1790)

Willem Berend Buys (Hamburg, 16 augustus 1752 - Sint-Petersburg, 29 maart 1832) was een patriottistisch staatsman.
Hij was van 27 september 1795 tot 25 november 1795 lid voor de stad Delft van de Provisionele Representanten van het Volk van Holland. Vervolgens was hij tot 1 maart 1796 gedeputeerde voor Holland van de Staten-Generaal van de Verenigde Nederlandse Provinciën. Van 23 januari 1798 tot 31 januari 1798 was hij lid van het Intermediair Administratief Bestuur van Holland. Vanaf 27 januari 1798 vervulde hij de functie van secretaris van het Departement voor de Buitenlandse Zaken van het Uitvoerend Bewind der Bataafse Republiek (tot 17 maart 1798 heette dit bewind 'Provisioneel'). Vervolgens werd hij op 9 maart 1798 agent van Buitenlandse Zaken (Buitenlandse Betrekkingen), een functie die hij tot 24 juli vervulde. Ondertussen werd hij op 7 april benoemd tot gezant te Parijs, waardoor hij het resterende deel als 'formeel' agent vervulde.
- Biografisch Portaal: 21203763
- International Standard Name Identifier: 0000 0003 9348 7411
- Nederlandse Thesaurus van Auteursnamen: 090659988
- Parlement.com: vg09llzmufwb
- Virtual International Authority File: 287746235
- WorldCat: E39PBJdWQ9BJbC8vXcDwBKXfMP